# Manavgat (stad)
Manavgat is een stad ten oosten van Side in de provincie Antalya en hoofdplaats van het gelijknamige district Manavgat in Turkije. De stad telt 101.742 inwoners (2001). De stad ligt op ongeveer 72 kilometer van de stad Antalya en is gebouwd langs de oevers van de gelijknamige rivier.

## Geografie
De stad bevindt zich tussen het Taurusgebergte in het noorden en de kust van de Middellandse Zee in het zuiden. Rondom de vruchtbare vlaktes van Manavgat wordt veel aan landbouw gedaan. Vele groente- en fruitsoorten worden hier geteeld. Een tweede belangrijke bron van inkomsten is het toerisme.

## Toerisme
Met zijn 64 kilometer lange kustlijn, een lange rivier met waterval, het Taurusgebergte en de bossen is Manavgat een toeristische trekpleister. Op maandag is er markt.

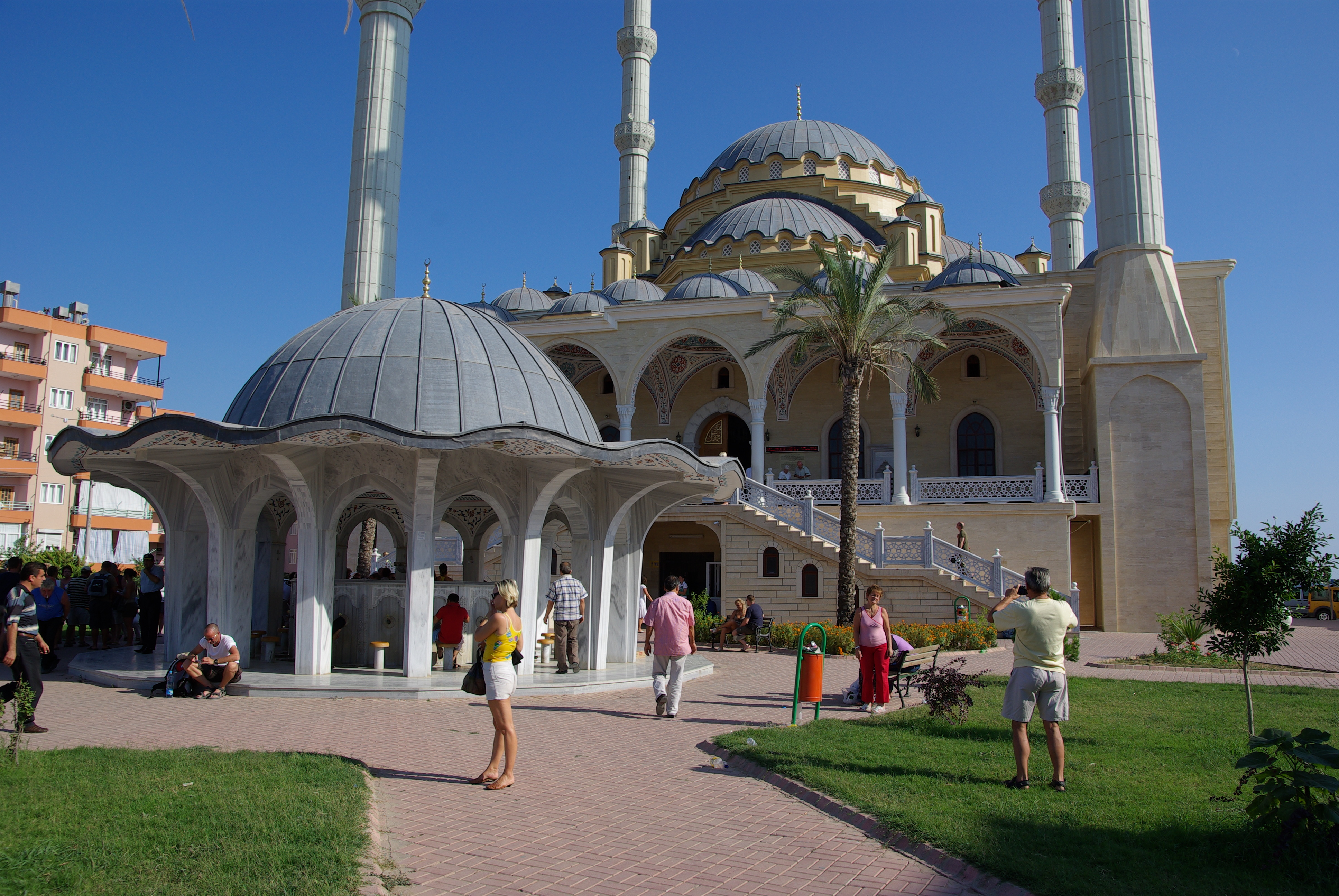
Moskee
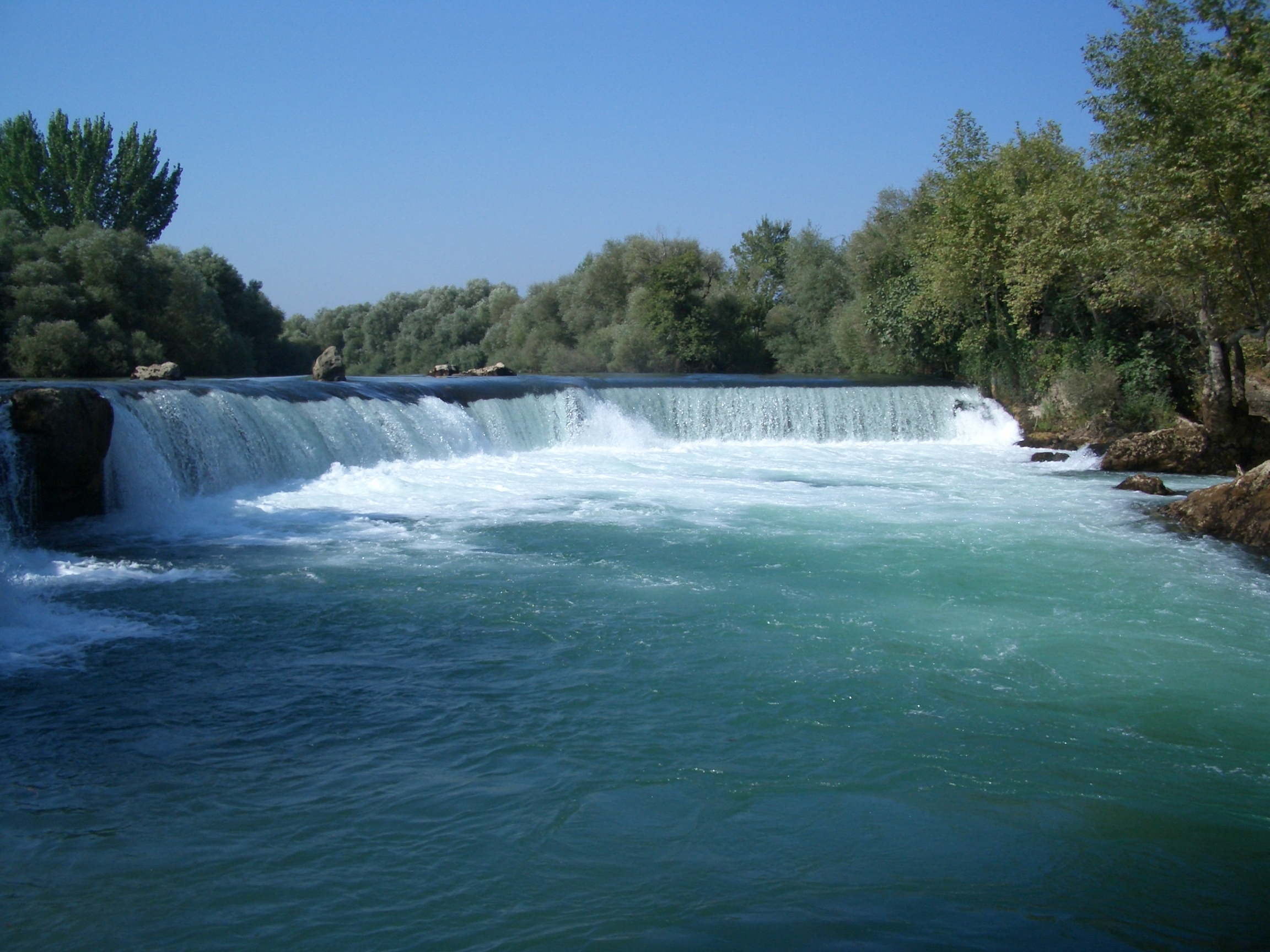
Waterval nabij Manavgat